# Barbara Kingsolver
Barbara Kingsolver (Annapolis, Maryland, 8. travnja 1955.) američka je spisateljica i aktivistica. U svojim djelima bavi se socijalnim, međukulturnim i ekološkim temama.
Završila je studij biologije. Napisala je desetak romana, zbirki pripovijedaka i poezije. Za roman The Lacuna 2010. godine dobila je britansku književnu Nagradu Orange. Udana je i majka dvije kćeri.
Na hrvatski su prevedeni njeni romani Biblija otrovnog drveta (The Poisonwood Bible, 1998.) i Razmetno ljeto (Prodigal Summer, 2000.).

## Vanjske poveznice
Mrežna mjesta
- www.kingsolver.com  Arhivirana inačica izvorne stranice od 11. travnja 2016. (Wayback Machine), službeno mrežno mjesto (engl.)